# Colonie (villa)
Colonie es una villa ubicado en el condado de Albany en el estado estadounidense de Nueva York. En el año 2000 tenía una población de 7,916 habitantes y una densidad poblacional de 925 personas por km².

## Geografía
Colonie se encuentra ubicada en las coordenadas 42°43′15″N 73°50′3″O / 42.72083, -73.83417.

## Demografía
Según la Oficina del Censo en 2000 los ingresos medios por hogar en la localidad eran de $54,597, y los ingresos medios por familia eran $63,822. Los hombres tenían unos ingresos medios de $38,515 frente a los $30,929 para las mujeres. La renta per cápita para la localidad era de $23,596. Alrededor del 4% de la población estaban por debajo del umbral de pobreza.